# Emancipation (film)
Emancipation is een Amerikaanse film uit 2022 onder regie van Antoine Fuqua. De film werd in beperkte mate uitgezonden in een paar Amerikaanse bioscopen op 2 december, voordat het op 9 december wereldwijd werd uitgebracht op Apple TV+.
De film is gebaseerd op het waargebeurde verhaal van Gordon, een slaaf uit Louisiana die in de jaren 1860 van een plantage ontsnapte en zich bij het leger van de Unie voegde.

## Verhaal
In 1863 was Peter een slaaf op een plantage in Louisiana. Nadat hij bruut werd geslagen door een voorman, besluit Peter naar het noorden te vluchten. Midden in de Amerikaanse Burgeroorlog sloot hij zich aan bij het leger van de Unie, dat tegenover de Geconfedereerde troepen stond. De foto's van de verwondingen die Peter werd toegebracht, werden door de pers gepubliceerd en door abolitionisten gediend als symbool voor de wreedheden begaan in de zuidelijke staten.

## Rolverdeling
- Will Smith - Peter
- Ben Foster - Jim Fassel
- Charmaine Bingwa - Dodienne
- Gilbert Owuor - Gordon
- Ronnie Gene Blevins - Harrington
- Aaron Moten - Knowls
- Jabbar Lewis - Tomas
- Michael Luwoye - John
- Steven Ogg - Howard
- Grant Harvey - Leeds
- Mustafa Shakir - André Cailloux